# Michael Klesic
Michael Klesic est un acteur et cascadeur américain né le 31 juillet 1975 à Tarzana, Californie.

## Filmographie
- 1994 : Code Lisa, série télévisée, épisode 1x12
- 1994 : Models, Inc., série télévisée, épisode 1x19 (non crédité)
- 1995 : New York Police Blues, série télévisée, épisode 2x22 (non crédité)
- 1995 : Drifting School
- 1995 : Clueless (non crédité)
- 1996 : Mes doubles, ma femme et moi (non crédité)
- 2003 : Days That Shook the World, série télévisée, épisode 1x09
- 2004 : Ta divna Splitska noc
- 2005 : N'ayez pas peur, téléfilm
- 2005 : Space Cadets, rôle récurrent
- 2006 : Screaming Blue Murder
- 2006 : Les Fils de l'homme
- 2006 : La Minute de vérité, série télévisée, épisode 3x12
- 2006 : Diamond Geeze, série télévisée, épisode 1x02
- 2007 : Outlanders
- 2007 : La Loi de Murphy, série télévisée, épisodes 5x01 et 5x02
- 2008 : MI-5, série télévisée, épisode 7x08
- 2009 : From Mexico with Love
- 2009 : Londres, police judiciaire, série télévisée, épisode 1x05
- 2013 : Marvel : Les Agents du SHIELD, série télévisée, épisode 1x04
- 2014 : Intelligence, série télévisée, épisode 1x11
- 2014 : Shameless, série télévisée, épisode 4x11
- 2014 : Ray Donovan, série télévisée, épisode 2x08
- 2014 : Scorpion, série télévisée, épisode 1x10
- 2015 : Fresh Off the Boat, série télévisée, épisode 1x10
- 2016 : Brooklyn Nine-Nine, série télévisée, épisode 3x19
- 2016 : Burning Dog